# Cerro Huisalla (berg i Bolivia)
Cerro Huisalla är ett berg i Bolivia.   Det ligger i departementet Oruro, i den västra delen av landet, 400 km väster om huvudstaden Sucre. Toppen på Cerro Huisalla är 4 542 meter över havet.
Terrängen runt Cerro Huisalla är varierad. Trakten runt Cerro Huisalla är nära nog obefolkad, med mindre än två invånare per kvadratkilometer.. 
Omgivningarna runt Cerro Huisalla är i huvudsak ett öppet busklandskap.